# OCAD (формат файлу)
OCD (англ. OCAD map) — формат бінарних файлів спортивних карт створених ГІС OCAD. Кожний файл OCD скомпільовано в один файл.
Файл карти може мати будь-яке ім'я, але розширення повинно бути .ocd (наприклад: sample.ocd).
Файлами з даним розширенням обмінюються картографи та користувачі  ГІС OCAD і сумісних програм.
Файли цього формату не шифруються.

## Цікаві факти
- Специфікації форматів раніших за OCAD 5 не оприлюднювались, але у специфікації формату OCAD 5 містяться деякі відомості про формат OCAD 4.
- Розмір файлу карти у форматі OCAD 6 вдвічі більший за файли в форматі OCAD 5[2].
- Вільна ГІС OpenOrienteering Mapper, що є альтернативою ГІС OCAD, підтримує формат OCD, а також має власні формати бінарних файлів OMAP та XML-подібних файлів OMAP та XMAP[3].